# Milner Tozaka
George Milner Tozaka, mieux connu sous le nom de Milner Tozaka, né le 21 octobre 1951, est un diplomate et homme politique salomonais.

## Études
Il effectua brièvement des études à l'Université de Papouasie-Nouvelle-Guinée en 1970 et 1971, avant de les interrompre, puis de les reprendre à l'Université du Pacifique sud aux Fidji, où il obtint une licence en 1992. Il y obtint un diplôme d'études supérieures en management et en sociologie l'année suivante.

## Carrière
Il fit son entrée dans l'administration gouvernementale dans les années 1980, présidant tout d'abord le Conseil national des Désastres de 1984 à 1985. En 1988, il devint consultant, tout d'abord pour le Programme de réforme du service public, puis au ministère des Gouvernements provinciaux. Il fut nommé président du Comité d'études sur les gouvernements provinciaux en 1999.
En juin 1996, il fut nommé Officier ordinaire de la Division civile de l'Ordre de l'Empire britannique, par la reine des îles Salomon, Élisabeth II, pour « services publics ».
En 2000, il fut nommé haut commissaire (ambassadeur) des îles Salomon en Australie, poste qu'il conserva jusqu'en 2005. À son retour aux Salomon, il se lança en politique, et fut candidat sans étiquette aux élections législatives d'avril 2006, dans la circonscription de Vella Lavella nord, dans la Province occidentale. Il fut élu, et, le 22 avril, nommé ministre du Service public dans le gouvernement du premier ministre Snyder Rini. Lorsque Rini fut contraint de démissionner le 5 mai, à la suite d'émeutes, Tozaka se retrouva sur les bancs de l'opposition, jusqu'à ce que Derek Sikua devienne premier ministre en décembre 2007, et ne le nomme à nouveau ministre du Service public. En sa qualité de ministre, Tozaka fut chargé du Programme d'Amélioration du service public, en coordination avec la Mission d'assistance régionale aux îles Salomon (dirigée par l'Australie). Le programme, affirma-t-il, allait « rationaliser l’embauche par le gouvernement, développer un code de conduite pour tous les employés du gouvernement, et offrir aux fonctionnaires les outils pour améliorer les services publics ».
Il conserva son siège de député aux élections législatives d'août 2010, représentant cette fois le Parti de l'Alliance populaire. (Il devança cinq candidats, obtenant 1 225 voix, soit 143 de plus que son adversaire le mieux placé.) Il fut nommé ministre fantôme des Affaires étrangères et du Commerce extérieur, ainsi que de la Justice, dans le cabinet fantôme du chef de l'opposition officielle, Steve Abana.
En novembre 2011, lorsque le premier ministre Danny Philip perdit sa majorité parlementaire et démissionna, Tozaka fut le candidat de l'opposition à sa succession, face à Gordon Darcy Lilo, un ministre récemment limogé. Lilo fut élu avec les voix de vingt-neuf députés, contre vingt pour Tozaka,.
Tozaka conserve son siège de député aux élections législatives de novembre 2014, toujours sous l'étiquette de l'Alliance populaire.

## Titulature
George Milner Tozaka OBE